# Molophilus nilgiricus
Molophilus nilgiricus är en tvåvingeart som beskrevs av Edwards 1927. Molophilus nilgiricus ingår i släktet Molophilus och familjen småharkrankar. Inga underarter finns listade i Catalogue of Life.